# Arts-microbioloog
Een arts-microbioloog is in Nederland een medisch specialist die zich bezighoudt met de medische microbiologie. De opleiding vindt universitair (A-opleiding), dan wel ten dele universitair, ten dele in een niet-academisch ziekenhuis (B-opleiding) plaats en duurt vijf jaar na het afleggen van het artsexamen.
Het specialisme wordt gezien als ondersteunend, alhoewel er een directe behandelrelatie kan bestaan met een patiënt. Een arts-microbioloog heeft vooral een consultatieve functie voor huisarts en medisch specialist en geeft adviezen over aanvullende onderzoeken die nodig zijn om een infectieziekte vast te stellen en over de behandeling van die infectieziekten. Daarnaast zijn artsen-microbioloog verantwoordelijk voor de infectiepreventie binnen een ziekenhuis en hebben ze een functie in de publieke infectieziektebestrijding.